# Kisielówka
Kisielówka – wieś w Polsce położona w województwie małopolskim, w powiecie limanowskim, w gminie Limanowa.
W latach 1975–1998 miejscowość administracyjnie należała do województwa nowosądeckiego.
We wsi znajduje się szkoła podstawowa, Wiejski Klub Kultury oraz remiza Ochotniczej Straży Pożarnej. OSP Kisielówka została założona w 1958 r.